# دملین
دملین (به لهستانی:  Demlin) یک روستا در لهستان است که در گمینا سکارشوه واقع شده‌است. دملین ۵۱۴ نفر جمعیت دارد.